# Quartier Saint-Fargeau
Pour les articles homonymes, voir Saint-Fargeau.
Le quartier Saint-Fargeau est le 78e quartier administratif de Paris situé dans le 20e arrondissement, dans un triangle formé par la mairie du 20e sur la place Gambetta, la porte des Lilas et la porte de Bagnolet.

Plan des quartiers administratifs du, avec le quartier Saint-Fargeau au nord-est.

## Origine du nom
Le nom tire son origine du parc Saint-Fargeau, reste du château de Lepeletier de Saint-Fargeau ou château de Ménilmontant, qui a appartenu à Louis-Michel Lepeletier de Saint-Fargeau (1760-1793).

## Historique
Le quartier administratif est constitué en 1859 après l'incorporation des communes de Charonne et de Belleville à Paris. 
Il comprend, dans sa moitié nord, le territoire de l'ancien parc du château de Ménilmontant à l'exception de son extrémité nord entre la rue de Belleville et la rue de Romainville compris dans le quartier d'Amérique du 19e arrondissement, et s'étend au sud de la rue du Surmelin qui longeait le mur d'enceinte de ce parc, sur une partie de l'ancienne commune de Charonne (« quartier des Montiboeufs », Campagne à Paris et « quartier de la Cour des Noues »).
Après le déclassement de l'enceinte de Thiers en 1919, les territoires situés dans la zone non ædificandi des fortifications (la Zone) sur les communes de Bagnolet et des Lilas ont été rattachés à Paris par les décrets du 27 juillet 1930. Le boulevard périphérique de Paris a plus tard été construit à cet emplacement.
Au début du XXe siècle, le quartier n'était encore que partiellement construit. Ainsi, des sablières étaient exploitées rue Pelleport et rue du Télégraphe et une carrière de terre glaise rue du Surmelin servait à la fabrication de briques et de tuiles peu avant 1914. Au sud de l'ancien parc, le secteur autour de l'église du Cœur-Eucharistique-de-Jésus n'est viabilisé qu'en 1913 et construit dans  les années 1920. 
Le quartier Saint-Fargeau, qui comprenait quelques établissements industriels jusqu'aux années 1960, est devenu uniquement résidentiel.

## Bâtiments remarquables
Dans ce quartier se trouvent notamment l'hôpital Tenon, les villas de la Campagne à Paris, le square Séverine, la piscine olympique, le réservoir de Ménilmontant et le réservoir de Belleville, et un important groupe de casernes des XIXe et XXe siècles, utilisées par l'administration du ministère de la Défense, dont la DGSE à côté de la piscine Georges-Vallerey.

## Personnalités du quartier
- Albert Besson, médecin-hygiéniste, membre de l'Académie nationale de médecine, conseiller municipal du quartier et vice-président du conseil général (de 1929 à 1936). C'est lui qui prit l'initiative de faire voter la construction du square Séverine, le long du boulevard Mortier.